# Episodi di Cedar Cove (terza stagione)
La terza e ultima stagione della serie televisiva Cedar Cove è stata trasmessa negli Stati Uniti da Hallmark Channel dal 18 luglio 2015 al 26 settembre 2015.
In Italia è andato in onda il primo episodio, di durata doppia rispetto agli altri, su Rai 1 il 2 agosto 2016, mentre i restanti episodi sono andati in onda su Rai 2 dall'11 novembre al 17 novembre 2016.
| n° | Titolo originale             | Titolo italiano          | Prima TV USA      | Prima TV Italia  |
| -- | ---------------------------- | ------------------------ | ----------------- | ---------------- |
| 1  | Hello Again                  | Il giorno dopo           | 18 luglio 2015    | 2 agosto 2016    |
| 1  | Hello Again                  | L'importanza del perdono | 18 luglio 2015    | 2 agosto 2016    |
| 2  | A Helping Hand               | Udienze serali           | 25 luglio 2015    | 11 novembre 2016 |
| 3  | Something's Gotta Give       | Foto di gruppo           | 1º agosto 2015    | 11 novembre 2016 |
| 4  | Guess Who's Coming to Dinner | Cena di benvenuto        | 8 agosto 2015     | 14 novembre 2016 |
| 5  | Civil War                    | Guerra civile            | 15 agosto 2015    | 14 novembre 2016 |
| 6  | Batter Up                    | La partita di softball   | 22 agosto 2015    | 15 novembre 2016 |
| 7  | Runaway                      | Visita guidata           | 29 agosto 2015    | 15 novembre 2016 |
| 8  | The Good Fight               | Stress                   | 5 settembre 2015  | 16 novembre 2016 |
| 9  | Engagements                  | Impegnarsi               | 12 settembre 2015 | 16 novembre 2016 |
| 10 | Getting To Know You, Part 1  | Conoscersi               | 19 settembre 2015 | 17 novembre 2016 |
| 11 | Getting To Know You, Part 2  | È tempo di andare        | 26 settembre 2015 | 17 novembre 2016 |